# Oranienburger FC Eintracht
Der Oranienburger FC Eintracht 1901 ist ein deutscher Fußballclub aus Oranienburg im Landkreis Oberhavel. Heimstätte des 400 Mitglieder starken Vereines ist die Orafol Arena.

## Geschichte

Historisches Logo der BSG Stahl

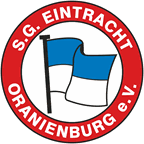
Historisches Logo der SG Eintracht Oranienburg

Der heutige Oranienburger FC Eintracht 1901 e. V. wurde am 27. März 1901 als Oranienburger Fußballclub Oranien gegründet. Bereits 1904 nahm der DFB die Brandenburger auf. Ein Jahr später erfolgte eine Umbenennung in Sportclub Oranien 1901. 1933 fusionierte der Sportclub mit dem SC Eintracht 1913. Die neue Vereinsbezeichnung lautete jetzt Sportclub Oranien-Eintracht 1901.
Erwähnenswerte sportliche Erfolge konnte die Mannschaft aus Oranienburg bis 1945 nicht vorweisen. Nach dem Kriegsende wurde der Verein in SG Eintracht Oranienburg umbenannt. 1951 gewann die Eintracht die Meisterschaft der Bezirksklasse Berlin und stieg damit in die Landesklasse Berlin auf, ehe der Verein nach der Struktur- und Ligenreform für die folgenden vierzig Jahren in der Bezirksliga Potsdam spielte. In der Folgezeit bis 1989 wurden die Oranienburger wie viele andere DDR-Vereine mehrfachen Umbenennungen unterzogen, 1959 in Einheit und ab 1969 in Stahl. 1983 und 1984 nahmen die Oranienburger an den Aufstiegsspielen zur DDR-Liga teil. Der Sprung in die zweithöchste DDR-Spielklasse wurde gegen Motor Ludwigsfelde und Motor Süd Brandenburg jedoch verpasst.
1991, der Verein hieß inzwischen wieder Eintracht, gelang der Aufstieg in die Verbandsliga Brandenburg, in welcher die Oranienburger bis 2002 spielten. 2002 schaffte die Eintracht den Sprung in die NOFV-Oberliga (Staffel Nord). Diese Spielklasse erwies sich aber als eine Nummer zu groß. Folge war nach Rang 19 der sofortige Wiederabstieg in die Verbandsliga. In der nächsten Spielzeit 2003/04 zogen sich die Oranienburger nach der ersten Halbserie wegen der eingeleiteten Insolvenz aus dem laufenden Spielbetrieb zurück.
Am 9. Dezember 2003 löste sich die Fußballabteilung aus der SG Eintracht Oranienburg heraus und gründete den heutigen Oranienburger FC Eintracht 1901. Neue Spielklasse wurde die Landesliga Brandenburg. 2012/13 wurde man in der Landesliga Nord Meister und stieg in die Brandenburg-Liga auf. Dort ist der Verein seit der Saison 2013/14 durchgehend vertreten. In den Spielzeiten 2021/22 und 2022/23 konnte man jeweils den Vizemeistertitel erringen.

## Nachwuchsarbeit
Der Oranienburger FC Eintracht 1901 ist die sportliche Heimat von über 260 Kindern und Jugendlichen, die in allen Altersklassen und in den höchsten Spielklassen des Fußball-Landesverband Brandenburg aktiv sind. 

## Frauenfußball
Seit der Saison 2023/24 stellt der Verein nach über zehn Jahren wieder ein Frauenteam in der Kreisliga Oberhavel/Barnim.

## Erfolge
Im DFV-Spielbetrieb
- Meisterschaft der Bezirksklasse Berlin: 1951
- Aufstieg in die Landesklasse Berlin: 1951
- FDGB-Pokal: Viertelfinale 1951/52,
- Sieger Bezirksliga Potsdam (Staffel Nord): 1978, 1983, 1984
- Bezirkspokal-Sieger Potsdam: 1976

Im LFB- & NOFV-Spielbetrieb
- Aufstieg in die Verbandsliga Brandenburg/Brandenburg-Liga: 1991, 2013
- Brandenburgischer Landesmeister: 2002
- Teilnahme Oberliga Nordost: 2002/03
- Sieger Landesliga Brandenburg (Staffel Nord):  2013
- Vizemeister Brandenburg-Liga:  2022, 2023

## Personen
- Hardy Feigt
- Eberhard Janotta
- Sebastian Mielitz
- Herbert Radecke
- Frank Rohde
- Alexander Walke